# Mellrichstadt
Mellrichstadt est une ville allemande, située en Bavière, dans l'arrondissement de Rhön-Grabfeld.

## Vues de la commune

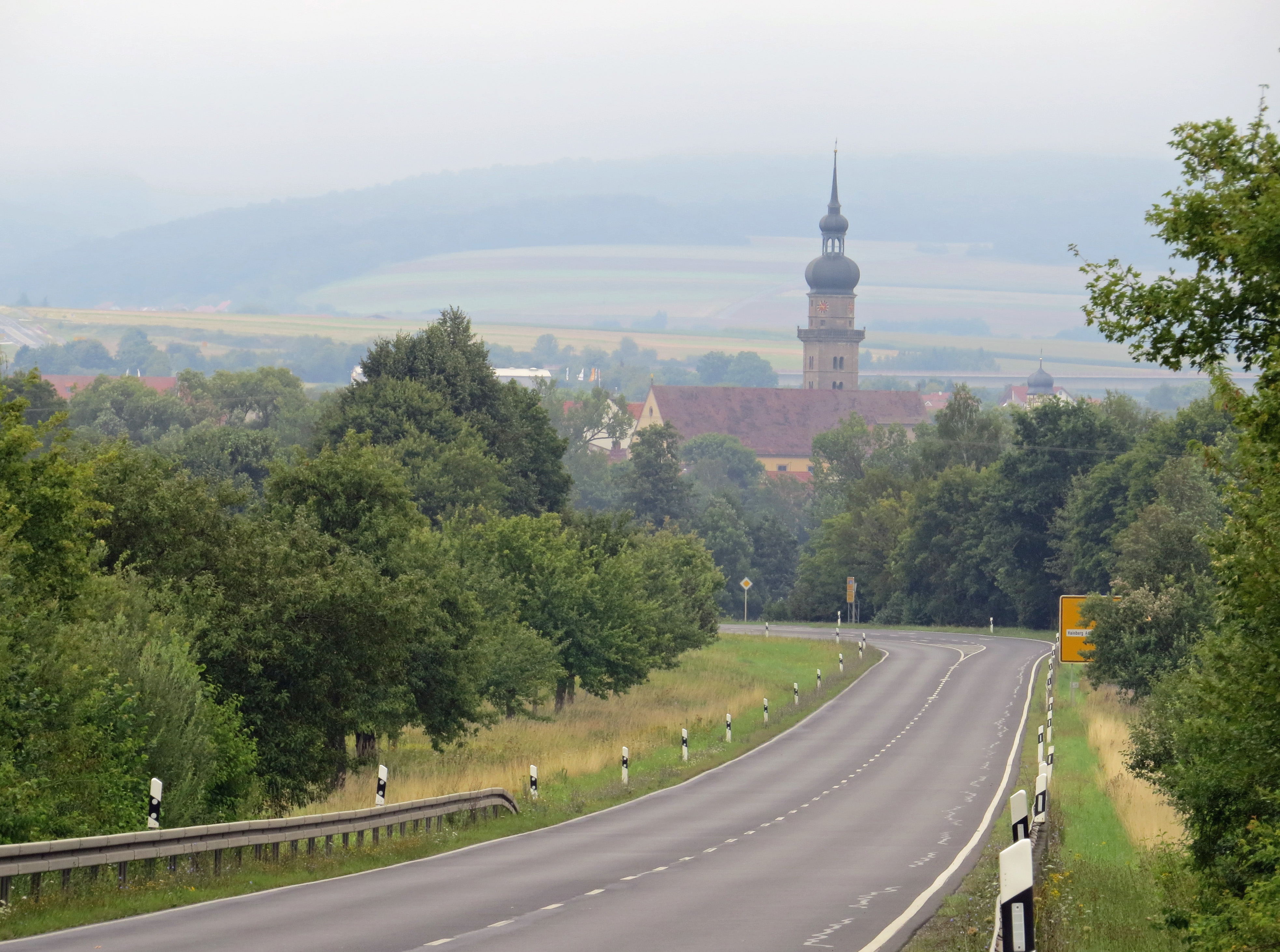
Mellrichstadt depuis le sud
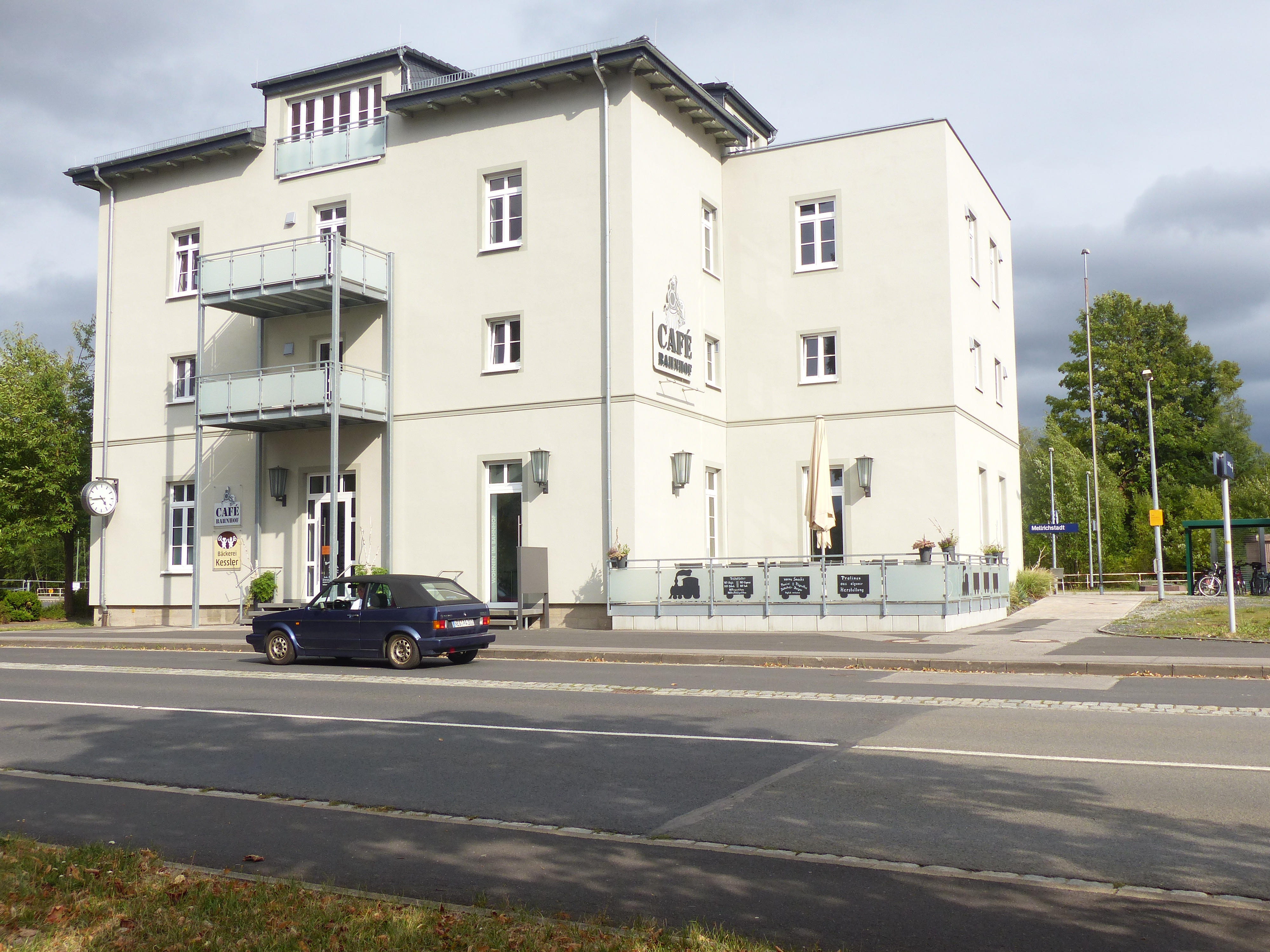
La gare
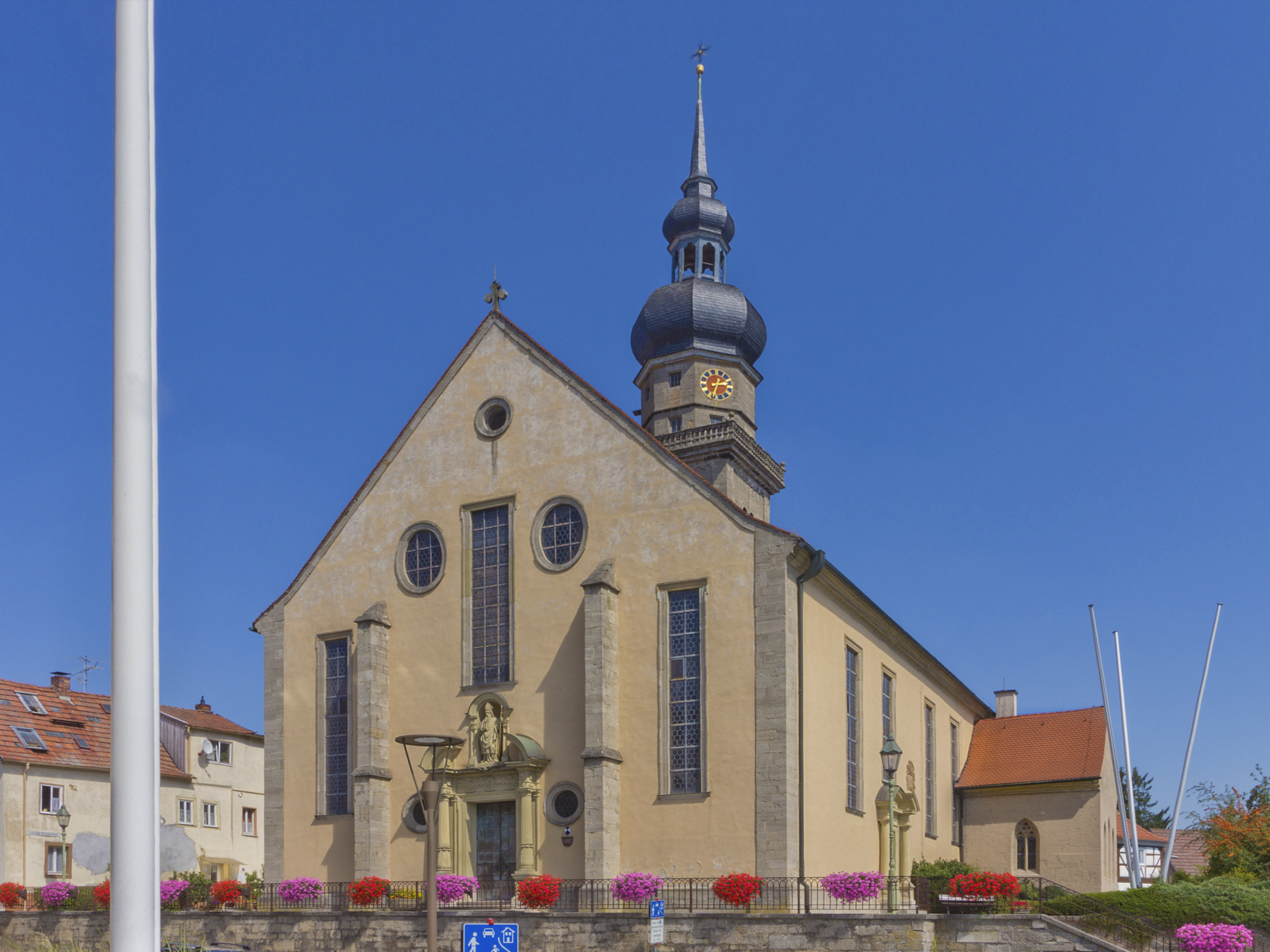
L'église
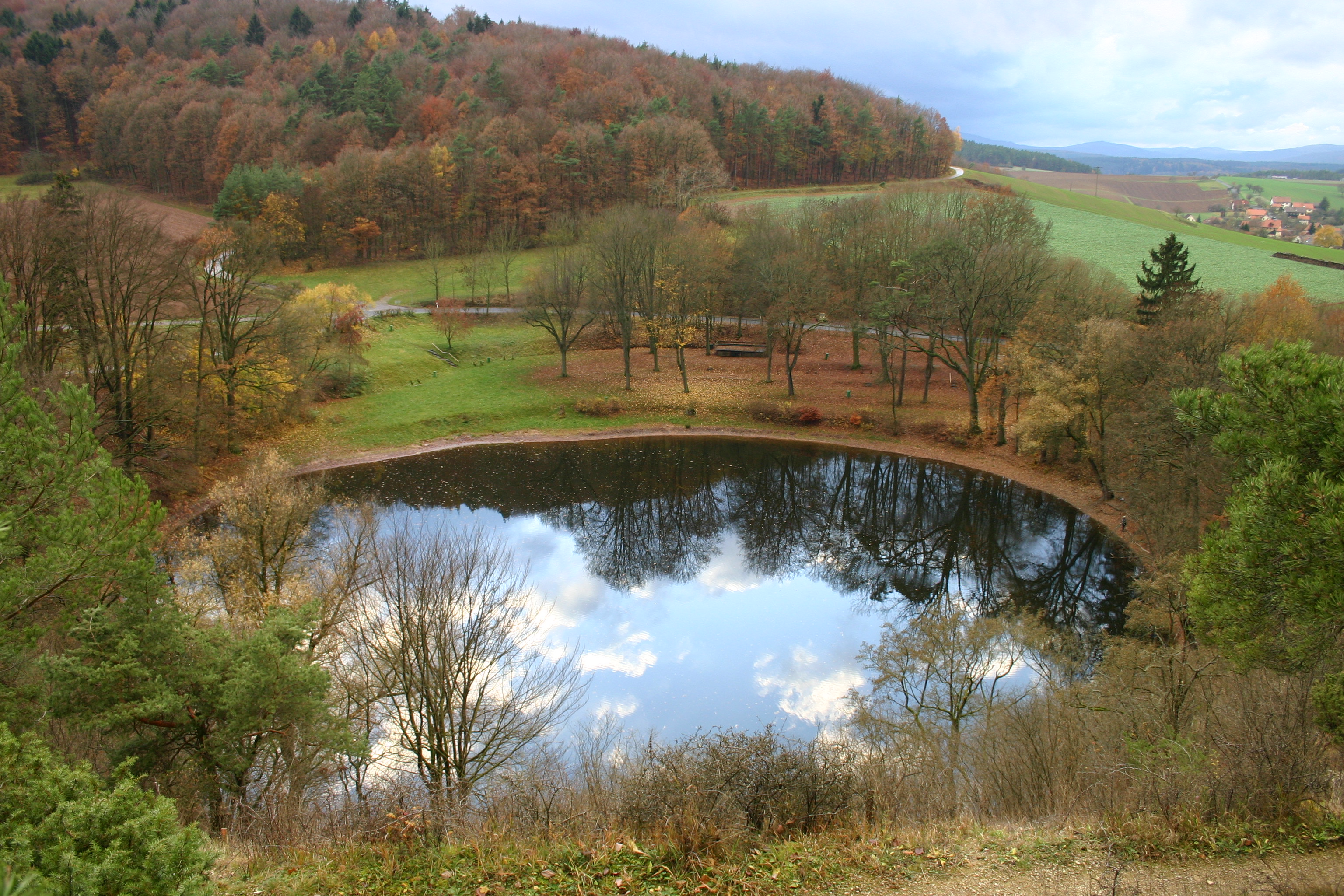
Le lac Frickenhaeuser

Panorama

## Héraldique

Blason de Mellrichstadt

## Personnalités liées à la ville
- Paul Melissus (1539-1602), humaniste et poète néolatin, né à Mellrichstadt.
- Sigismund Büttner (1691-1742), prêtre augustinien, philosophe et théologien, né à Mellrichstadt.
- Wilhelm Heinz Schröder (1946-), historien né à Mellrichstadt.